# Джованні Ломбарді (велогонщик)
Джованні Ломбарді (італ. Giovanni Lombardi, 20 липня 1969) — італійський велогонщик.
Олімпійський чемпіон 1992 року в гонці за очками, учасник 1988 року.